# Cal Torroella
Cal Torroella és una masia del municipi de Ribes de Freser (Ripollès) que forma part de l'Inventari del Patrimoni Arquitectònic de Catalunya.
Un temps fou torre de guaita i defensa i d'això li prové el nom. La pairalia, rodejada per les cabanes, capella annexa i masoveria, té ja influències de l'arquitectura urbana. Les torres tenen una forma de construcció primitiva del mas al segle xii amb finalitats defensives.